# Aurélien Paret-Peintre
Aurélien Paret-Peintre (ur. 27 lutego 1996 w Annemasse) – francuski kolarz szosowy.
Jego młodszy brat Valentin również jest profesjonalnym kolarzem.

## Osiągnięcia
Opracowano na podstawie:

2013
- 1. miejsce w Giro di Basilicata
  - 1. miejsce na 1. etapie

2014
- 1. miejsce w Tour of Istria
  - 1. miejsce w klasyfikacji punktowej
  - 1. miejsce na 1. etapie

2018
- 2. miejsce w Ronde de l’Isard

2020
- 3. miejsce w Tour du Doubs
- 16. miejsce w Giro d’Italia

2021
- 1. miejsce w Grand Prix Cycliste La Marseillaise
- 2. miejsce w Mercan’Tour Classic Alpes-Maritimes

2023
- 2. miejsce w Tour des Alpes-Maritimes et du Var
  - 1. miejsce na 3. etapie
- 1. miejsce na 4. etapie Giro d’Italia

## Rankingi
| Rok             | 2015 | 2016  | 2017  | 2018 | 2019 | 2020 | 2021 | 2022 | 2023 | 2024 |
| --------------- | ---- | ----- | ----- | ---- | ---- | ---- | ---- | ---- | ---- | ---- |
| UCI World Tour  |      | -     | -     | 356. |      |      |      |      |      |      |
| World Ranking   |      | 2352. | 1304. | 888. | 391. | 158. | 81.  | 313. | 145. | 104. |
| UCI Europe Tour | 567. | 1569. | 853.  | 776. | 311. | 130. | 68.  | 252. | -    | 85.  |
|                 |      |       |       |      |      |      |      |      |      |      |
| Źródło: UCI     |      |       |       |      |      |      |      |      |      |      |